# Васил Колев
Васил Йорданов Колев (болг. Васил Йорданов Колев, нар. 19 жовтня 1975, Пловдив) — болгарський футболіст, півзахисник.

## Життєпис
Васил Колев народився 19 жовтня 1975 року у болгарському місті Пловдив. Дорослу футбольну кар'єру розпочав у 1996 році команді з рідного міста, «Локомотив» (Пловдив). На той час команда з Пловдива виступала у Професіональній футбольній групі А. До 1999 року у вищому дивізіоні чемпіонату Болгарії зіграв 63 матчі. У сезоні 1999/00 років захищав кольори інших клубів з вищого дивізіону болгарського чемпіонату, «Добруджі» (8 матчів) та «Ботева-1912» (13 поєдинків).
Другу половину сезону 2000/01 років провів у складі українського клубу «Нива» (Тернопіль), яка на той час виступала у вищій лізі чемпіонату України. У складі «Ниви» дебютував 11 березня 2001 року у програному (1:3) домашньому матчі 14-го туру вищої ліги чемпіонату України проти столичного ЦСКА. Колев вийшов на поле у стартовому складі, на 48-й хвилині отримав жовту картку, а на 55-й хвилині був замінений на Дмитра Мазура. Першим та єдиним голом за тернопільську команду відзначився 1 квітня 2001 року на 61-й хвилині (реалізував пенальті) програного (1:3) домашнього поєдинку 16-го туру вищої ліги чемпіонату України проти полтавської «Ворскли». Васил вийшов на поле у стартовому складі та відіграв увесь поєдинок. Протягом свого перебування у «Ниві» зіграв 7 матчів та відзначився 1 голом.
Про подальшу кар'єру Василя Колева відомо небагато. У сезоні 2002/03 років виступав у клубі «Марек» (Дупниця) з Професіональної футбольної групи А, у складі клубу зіграв 8 матчів.